# Barbus luapulae
Barbus luapulae е вид лъчеперка от семейство Шаранови (Cyprinidae). Видът не е застрашен от изчезване.

## Разпространение
Разпространен е в Демократична република Конго и Замбия.

## Описание
На дължина достигат до 13 cm.